# Division 1 1966-1967
La Division 1 1966-1967 è stata la 29ª edizione della massima serie del campionato francese di calcio, disputato tra il 18 agosto 1966 e il 11 giugno 1967 e concluso con la vittoria del Saint-Étienne, al suo terzo titolo.
Capocannoniere del torneo è stato Hervé Revelli (Saint-Étienne) con 31 reti.

## Stagione

### Avvenimenti
Il girone di andata vide i campioni in carica del Nantes stabilmente al comando, tallonati dallo Strasburgo e dal Lens. A giungere al giro di boa in vetta alla classifica fu tuttavia il Saint-Étienne, rimasto a ridosso della lotta al vertice dopo un iniziale predominio, con tre vittorie nelle prime tre gare; nel corso del girone di ritorno i Verts gestirono lo scarno vantaggio ottenuto nei confronti dei Canarini, venendo raggiunti solo dopo la pesante sconfitta incassata nello scontro diretto del 25 marzo. Alla penultima giornata, condannando alla zona retrocessione lo Stade Reims, il Saint-Étienne mise le mani sul terzo titolo in virtù dei tre punti di vantaggio ottenuti sul Nantes, fermato in casa dall'Olympique Marsiglia.
A fondo classifica, una graduale rimonta consentì al Monaco di recuperare il grave ritardo accumulato sulle concorrenti nel girone di andata mentre, all'ultima giornata, un pareggio fra Nîmes e Stade Reims obbligò i primi a disputare dei playoff che li vedranno declassati e condannò i secondi alla retrocessione diretta. Evitò gli spareggi il Rouen, per il quale poté bastare un pareggio contro il Valenciennes per distaccarsi da un Tolosa sconfitto a Sochaux. Chiuse la classifica lo Stade Français, fuori dai giochi con tre turni di anticipo.

## Classifica finale
|  | Pos. | Squadra             | Pt | G  | V  | N  | P  | GF | GS | DR  |
|  | ---- | ------------------- | -- | -- | -- | -- | -- | -- | -- | --- |
|  | 1.   | Saint-Étienne       | 54 | 38 | 24 | 6  | 8  | 82 | 37 | +45 |
|  | 2.   | Nantes              | 50 | 38 | 17 | 16 | 5  | 81 | 51 | +30 |
|  | 3.   | Angers              | 44 | 38 | 14 | 16 | 8  | 66 | 46 | +20 |
|  | 4.   | Bordeaux            | 43 | 38 | 16 | 11 | 11 | 53 | 43 | +10 |
|  | 5.   | Sedan               | 42 | 38 | 13 | 16 | 9  | 58 | 50 | +8  |
|  | 6.   | Nizza               | 41 | 38 | 17 | 7  | 14 | 53 | 55 | -2  |
|  | 7.   | Valenciennes        | 40 | 38 | 15 | 10 | 13 | 42 | 37 | +5  |
|  | 8.   | Lens                | 40 | 38 | 15 | 10 | 13 | 58 | 55 | +3  |
|  | 9.   | Olympique Marsiglia | 39 | 38 | 13 | 13 | 12 | 44 | 45 | -1  |
|  | 10.  | Lilla               | 38 | 38 | 15 | 8  | 15 | 48 | 50 | -2  |
|  | 11.  | Rennes              | 37 | 38 | 14 | 9  | 15 | 59 | 56 | +3  |
|  | 12.  | Strasburgo          | 36 | 38 | 14 | 8  | 16 | 54 | 52 | +2  |
|  | 13.  | Sochaux             | 35 | 38 | 11 | 13 | 14 | 43 | 53 | -10 |
|  | 14.  | Monaco              | 34 | 38 | 10 | 14 | 14 | 44 | 44 | 0   |
|  | 15.  | Olympique Lione     | 34 | 38 | 10 | 14 | 14 | 40 | 56 | -16 |
|  | 16.  | Rouen               | 33 | 38 | 11 | 11 | 16 | 37 | 44 | -7  |
|  | 17.  | Tolosa              | 32 | 38 | 10 | 12 | 16 | 40 | 52 | -12 |
|  | 18.  | Nîmes               | 32 | 38 | 12 | 8  | 18 | 43 | 64 | -21 |
|  | 19.  | Stade Reims         | 30 | 38 | 11 | 8  | 19 | 40 | 66 | -26 |
|  | 20.  | Stade Français      | 26 | 38 | 6  | 14 | 18 | 18 | 47 | -29 |

Legenda:
      Campione di Francia e ammessa alla Coppa dei Campioni 1967-1968.
      Ammesse alla Coppa delle Coppe 1967-1968.
      Ammesse alla Coppa delle Fiere 1967-1968
  Partecipa allo spareggio promozione-retrocessione.
      Retrocesse in Division 2 1967-1968.
Note:
Due punti a vittoria, uno a pareggio, zero a sconfitta.
In caso di arrivo di due o più squadre a pari punti, la graduatoria verrà stilata secondo la classifica avulsa tra le squadre interessate che prevede, in ordine, i seguenti criteri:
- Differenza reti generale.

### Squadra campione
| Formazione tipo | Giocatori (presenze)  |
| --- | --------------------- |
| Bernard Sbaiz Herbin Polny Bosquier Mitoraj Jacquet Bereta Mekloufi Fefeu Revelli                                                                                        | Pierre Bernard (36)   |
| Bernard Sbaiz Herbin Polny Bosquier Mitoraj Jacquet Bereta Mekloufi Fefeu Revelli                                                                                        | Georges Polny (38)    |
| Bernard Sbaiz Herbin Polny Bosquier Mitoraj Jacquet Bereta Mekloufi Fefeu Revelli                                                                                        | Nello Sbaiz (29)      |
| Bernard Sbaiz Herbin Polny Bosquier Mitoraj Jacquet Bereta Mekloufi Fefeu Revelli                                                                                        | Robert Herbin (20)    |
| Bernard Sbaiz Herbin Polny Bosquier Mitoraj Jacquet Bereta Mekloufi Fefeu Revelli                                                                                        | Bernard Bosquier (37) |
| Bernard Sbaiz Herbin Polny Bosquier Mitoraj Jacquet Bereta Mekloufi Fefeu Revelli                                                                                        | Aimé Jacquet (36)     |
| Bernard Sbaiz Herbin Polny Bosquier Mitoraj Jacquet Bereta Mekloufi Fefeu Revelli                                                                                        | Roland Mitoraj (24)   |
| Bernard Sbaiz Herbin Polny Bosquier Mitoraj Jacquet Bereta Mekloufi Fefeu Revelli                                                                                        | Georges Bereta (20)   |
| Bernard Sbaiz Herbin Polny Bosquier Mitoraj Jacquet Bereta Mekloufi Fefeu Revelli                                                                                        | Rachid Mekloufi (28)  |
| Bernard Sbaiz Herbin Polny Bosquier Mitoraj Jacquet Bereta Mekloufi Fefeu Revelli                                                                                        | Hervé Revelli (34)    |
| Bernard Sbaiz Herbin Polny Bosquier Mitoraj Jacquet Bereta Mekloufi Fefeu Revelli                                                                                        | André Fefeu (33)      |
| Altri giocatori: Jean-Marie Courtin (17), André Hess (16), Georges Taberner (16), Georges Casolari (8), Jean-Claude Girod (5), Claude Peretti (1), Raymond Sottimano (1) |                       |

## Spareggi

### Spareggio promozione-retrocessione
Le squadre classificatesi al 17º e al 18º posto incontrano la 3ª e la 4ª classificata di Division 2, affrontandosi in un girone all'italiana. Le prime due classificate ottengono la salvezza se iscritte in Division 1 o avanzano di categoria se partecipanti alla seconda divisione. Le ultime due sono retrocesse se militano in Division 1 o non sono promosse se iscritte in seconda serie.
|  | Pos. | Squadra    | Pt | G | V | N | P | GF | GS | DR |
|  | ---- | ---------- | -- | - | - | - | - | -- | -- | -- |
|  | 1.   | Pays d'Aix | 5  | 4 | 1 | 3 | 0 | 7  | 5  | +2 |
|  | 2.   | Tolosa     | 5  | 4 | 2 | 1 | 1 | 3  | 3  | 0  |
|  | 3.   | Nîmes      | 4  | 4 | 1 | 2 | 1 | 7  | 6  | +1 |
|  | 4.   | Bastia     | 2  | 4 | 1 | 0 | 3 | 2  | 5  | -3 |

Legenda:
      Promosso in Division 1 1967-1968.
      Retrocesso in Division 2 1967-1968.
Note:
Due punti a vittoria, uno a pareggio, zero a sconfitta.

#### Risultati
|            | Risultati |            | Luogo e data   |
| ---------- | --------- | ---------- | -------------- |
| Bastia     | 0-1       | Tolosa     | 17 giugno 1967 |
| Pays d'Aix | 2-2       | Nîmes      | 17 giugno 1967 |
|            |           |            |                |
| Nîmes      | 3-1       | Bastia     | 21 giugno 1967 |
| Tolosa     | 1-1       | Pays d'Aix | 21 giugno 1967 |
|            |           |            |                |
| Bastia     | 1-0       | Nîmes      | 25 giugno 1967 |
| Pays d'Aix | 2-0       | Tolosa     | 25 giugno 1967 |
|            |           |            |                |
| Nîmes      | 2-2       | Pays d'Aix | 28 giugno 1967 |
| Tolosa     | 1-0       | Bastia     | 28 giugno 1967 |
|            |           |            |                |

## Statistiche

### Individuali

#### Classifica marcatori
| Gol | Rigori |  | Giocatore          | Squadra             |
| --- | ------ |  | ------------------ | ------------------- |
| 31  | 1      |  | Hervé Revelli      | Saint-Étienne       |
| 25  |        |  | Georges Lech       | Lens                |
| 20  | 2      |  | André Guy          | Lilla               |
| 20  | 2      |  | Daniel Rodighiero  | Rennes              |
| 17  |        |  | Philippe Levasseur | Sedan               |
| 16  |        |  | Michel Margottin   | Angers              |
| 16  |        |  | Jean-Pierre Serra  | Nizza               |
| 15  |        |  | Claude Dubaële     | Angers              |
| 15  | 1      |  | Philippe Piat      | Monaco              |
| 15  |        |  | Joseph Yegba Maya  | Olympique Marsiglia |
| 14  |        |  | Fleury Di Nallo    | Olympique Lione     |
| 14  | 2      |  | Philippe Gondet    | Nantes              |
| 14  |        |  | Francis Magny      | Nantes              |
| 13  | 1      |  | Josip Skoblar      | Olympique Marsiglia |

## Percorso dei club nelle coppe europee
| Club       | Competizione       | Risultato            | Ultimo avversario         |
| ---------- | ------------------ | -------------------- | ------------------------- |
| Nantes     | Coppa dei Campioni | Ottavi di finale     | Celtic(1-3; 1-3)          |
| Strasburgo | Coppa delle Coppe  | Ottavi di finale     | Slavia Sofia (1-0; 0-2)   |
| Bordeaux   | Coppa delle Fiere  | Sedicesimi di finale | Gent (0-1; 0-0)           |
| Tolosa     | Coppa delle Fiere  | Sedicesimi di finale | Dinamo Pitesti (3-0; 1-5) |
| Nizza      | Coppa delle Fiere  | Primo turno          | Örgryte (2-2; 1-2)        |